# Lavina Hansdatter
Lavina Hansdatter (5 septembre 1787 – 16 mai 1893) était une centenaire norvégienne qui, à sa mort, était la femme la plus âgée connue en Europe.

## Biographie
Lavina Hansdatter est née en Norvège le 5 septembre 1787; Elle est devenue la femme la plus âgée connue en Europe après le décès de Marie d'Evergroote le 14 mars 1892. Elle est décédée en Norvège le 16 mai 1893 à l'âge de 105 ans et 253 jours. Après sa mort, Kirsti Skagen est devenue la femme la plus âgée connue en Europe.